# روبنس گالاکسی
روبنس گالاکسی (پرتغالی: Rubens Galaxe؛ زادهٔ ۲۹ آوریل ۱۹۵۲) بازیکن و مربی فوتبال اهل برزیل بود.
از باشگاه‌هایی که در آن بازی کرده‌است می‌توان به باشگاه فوتبال فلومیننزه اشاره کرد.
وی همچنین در تیم ملی فوتبال برزیل بازی کرده‌است.